# Scrittori vociani
Si definiscono scrittori vociani quegli scrittori di prosa ma anche di poesia che durante il primo Novecento dimostrarono il desiderio di provare una nuova sperimentazione di linguaggio che superasse la tradizione dell'Ottocento.
La maggior parte di questi scrittori proveniva dall'esperienza della rivista La Voce e si riconoscevano nel suo programma che esaltava il rinnovamento della cultura e delle lettere; molti di loro si riconoscevano per le proprie posizioni interventiste e cercarono di vivere la prima guerra mondiale non solo attivamente ma anche a livello letterario.
Costoro, spinti dalla necessità di abbandonare tutti gli schemi tradizionali della narrazione dell'Ottocento, da quella del naturalismo e del verismo a quella psicologica, sperimentano un tipo di scrittura frammentata e di breve misura.
Le tematiche di questi scrittori sono di carattere autobiografico e tendono, più che a raccontare, a testimoniare una esistenza che rifiuta l'oggettività e mette in risalto una forte tensione etica e una sentita inquietudine morale. La narrazione viene così ad essere spezzettata e anche il linguaggio, che utilizza diversi codici linguistici, più che raccontare esprime e testimonia. Come scrivono Giovanna Bellini e Giovanni Mazzoni: "... le tematiche che impegnano questi autori non sono trasferibili in una dimensione narrativa tradizionale, poiché appartengono all'ambito dell'autobiografia morale, del privato. La confessione autobiografica tende a cogliere l'attimo, a fissarlo con grande evidenza in una dimensione temporale che trascura lo svolgimento, i tempi lunghi dello sviluppo delle situazioni; in modo analogo l'impegno descrittivo è spesso una ricerca impressionistica del particolare, che viene avulso dal contesto ed enfatizzato. Oppure il ricordo si materializza in alcune immagini isolate che la coscienza dello scrittore amplia e articola. È chiaro che scelte tematiche di questo tipo comportavano l'impossibilità di trovare espressione in un romanzo tradizionale, anche perché presupponevano un atteggiamento culturale ed esistenziale di rifiuto dell'oggettività".
Tra gli scrittori vociani possono essere annoverati Piero Jahier, Scipio Slataper, Ardengo Soffici, Giani Stuparich, Giuseppe Prezzolini, Giovanni Papini, Carlo Linati, Alfredo Panzini, Giuseppe Antonio Borgese, Camillo Sbarbaro, Clemente Rebora, Dino Campana, Renato Serra, Arturo Onofri e Giovanni Boine.